# Pewter
Pewter (z ang.) – stop cyny (90–98%) z antymonem (0,5–8%) i miedzią (0,25–2,5%). Jest wysoce kowalny, plastyczny i twardy. Miedź i antymon pełnią głównie rolę utwardzającą. Gorsze i starsze gatunki pewteru zawierają dodatkowo ołów, który nadaje mu niebieskawy odcień. W zależności od składu temperatura topnienia waha się w granicach od 170 do 230 °C.
Użycie pewteru na Bliskim Wschodzie sięga początku epoki brązu. Najstarszy znany wyrób pochodzi z grobowca egipskiego z ok. 1450 p.n.e. Pewter był głównym materiałem do produkcji talerzy, kubków, i półmisków przed rozpowszechnieniem się porcelany.  Popularność pewteru powróciła pod koniec XIX w. wraz z pojawieniem się mody na średniowieczne wyroby i dekoracje oraz secesji.
Jego współczesny skład opracowali i używają głównie metalurdzy angielscy.

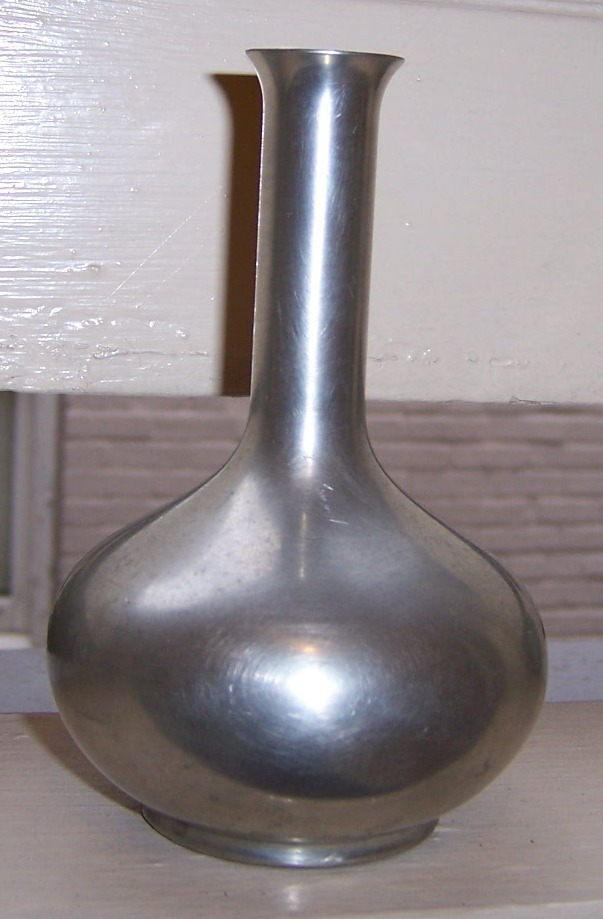
Wazon z pewteru
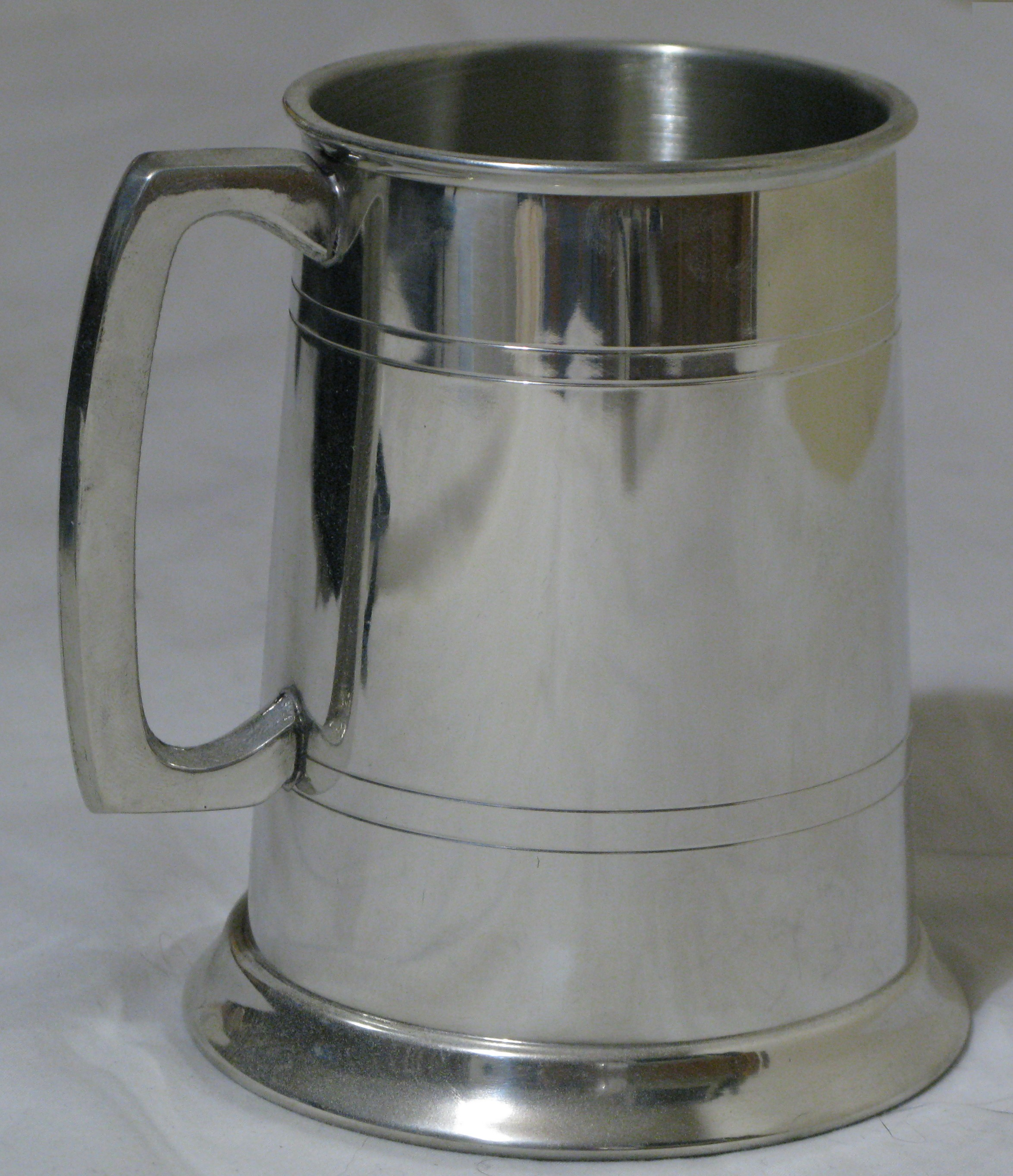
Kufel do piwa z pewteru